# Nearcha benecristata
Nearcha benecristata är en fjärilsart som beskrevs av W. Warren 1895. Nearcha benecristata ingår i släktet Nearcha och familjen mätare. Inga underarter finns listade i Catalogue of Life.